# 朱迪塔·加拉尔迪
朱迪塔·加拉尔迪（義大利語：Giuditta Galardi，1995年6月10日—），意大利女子水球运动员。她曾代表意大利国家队参加2024年夏季奥林匹克运动会女子水球比赛，获得第六名。